# 剛果鱨
剛果鱨，為輻鰭魚綱鯰形目鱨科的其中一種，為熱帶淡水魚類，分布於非洲剛果河流域，體長可達31.5公分，棲息在底層水域，以魚類及有機碎屑為食，生活習性不明，可做為食用魚。